# Wężówka indyjska
Wężówka indyjska (Anhinga melanogaster) – gatunek dużego ptaka z rodziny wężówek (Anhingidae). Nie jest zagrożony wyginięciem.
Systematyka gatunku na przestrzeni lat była sporna. Wężówkę indyjską uznawano za jeden gatunek wraz z wężówkami: afrykańską (A. rufa) i australijską (A. novaehollandiae). We współczesnym ujęciu IOC Anhinga melanogaster to gatunek monotypowy. Jego zasięg obejmuje Azję Południową i Południowo-Wschodnią, od Pakistanu przez subkontynent indyjski i Półwysep Indochiński po wyspy Indonezji i Filipin. Z północnych Indii znane są szczątki kopalne nieokreślonej wężówki, być może nowego gatunku, sprzed 2,6 mln lat; w miejscu ich znalezienia współcześnie występują tylko wężówki indyjskie.
Upierzenie wężówek indyjskich jest w większości czarne, wyróżniają się obecne na grzbiecie i skrzydłach podłużne pasy oraz plamy barwy srebrzystoszarej. Głowa wraz z szyją mają barwę czekoladowobrązową. Z resztą upierzenia kontrastuje biała broda, gardło i wąska linia ciągnąca się od tyłu oka do boku szyi. Spód ciała czarny, połyskliwy. Na części skrzydła rosną ozdobne, wydłużone pióra o lancetowatym kształcie. Dymorfizm płciowy w upierzeniu mało widoczny. Długość ciała wynosi 85–97 cm, masa ciała – 1058–1815 g, a rozpiętość skrzydeł – 114–128 cm.
Wężówki indyjskie zamieszkują różnorodne środowiska wodne, przeważnie wody słodkie stojące, lecz spotykane są również na alkalicznych jeziorach czy słonych morskich lagunach. Występują także w bliskości człowieka, na przykład na polach ryżowych i terenach rybackich. Żywią się głównie rybami, zjadają również inne wodne kręgowce i bezkręgowce. Pora lęgowa zależna jest od miejsca występowania. Wężówki indyjskie gniazdują kolonijnie, również z ptakami innych gatunków. Gniazdo ma formę platformy zbudowanej z patyków. Zniesienie liczy od 3 do 6 jaj, zazwyczaj 4. Wysiadywanie trwa 26–30 dni. Pisklę opuszcza gniazdo po 7 tygodniach. Wężówka indyjska od 2024 ma status gatunku najmniejszej troski (LC, Least Concern). W wielu krajach nastąpił spadek jej liczebności oraz redukcja zasięgu, jednak podjęte w części zasięgu działania ochronne odwróciły ten trend i obecnie jej liczebność prawdopodobnie wzrasta.

## Taksonomia
Po raz pierwszy gatunek opisał Thomas Pennant w 1769 roku. Holotyp pochodził z Cejlonu lub Jawy. Opis zawierał informacje o miejscu występowania, zwyczajach oraz upierzeniu wężówek indyjskich. Dołączona była do niego czarno-biała rycina. Autor nadał nowemu gatunkowi nazwę Anhinga melanogaster. Jest ona obecnie (2020) akceptowana przez Międzynarodowy Komitet Ornitologiczny. IOC i autorzy HBW Alive (w papierowym wydaniu z 2009 roku zastosowano inną klasyfikację) uznają wężówkę indyjską za gatunek monotypowy.
Dawniej wężówka indyjska bywała uznawana za jeden gatunek z wężówkami: afrykańską (A. rufa) i australijską (A. novaehollandiae). Klasyfikację taką zastosowano na przykład w Handbook of the birds of Europe, the Middle East and North Africa (1994) czy Check-list of birds of the world (1979). Wężówki indyjskie wyróżniają się na tle innych przedstawicieli Anhinga brakiem wyraźnego dymorfizmu płciowego oraz odmiennością szczegółów ubarwienia. W 2005 roku Kennedy et al. opublikowali wyniki badań nad filogenetyką wężówek, kormoranów i głuptaków opartych o sekwencjonowanie mtDNA. Uwzględnili trzy pozostałe wężówki, nie biorąc jednak pod uwagę wężówki indyjskiej. Uzyskane przez nich wyniki wskazywały na odrębność gatunkową wężówek: amerykańskiej (A. anhinga), afrykańskiej i australijskiej. Skłoniło to Christidisa i Bolesa (2008) do uznania wężówki indyjskiej za również odrębny gatunek.
W 2017 roku opisano skamieniałości wężówki sprzed około 2,6 mln lat (późny pliocen) z pasma Siwalik w północnych Indiach. Współcześnie w tym regionie występują jedynie wężówki indyjskie. Najprawdopodobniej odnalezione szczątki należały do przedstawiciela odrębnego gatunku. Skamieniałości nieokreślonej wężówki odkryto również w Pakistanie, współcześnie zamieszkałym tylko przez wężówki indyjskie.

## Morfologia i anatomia

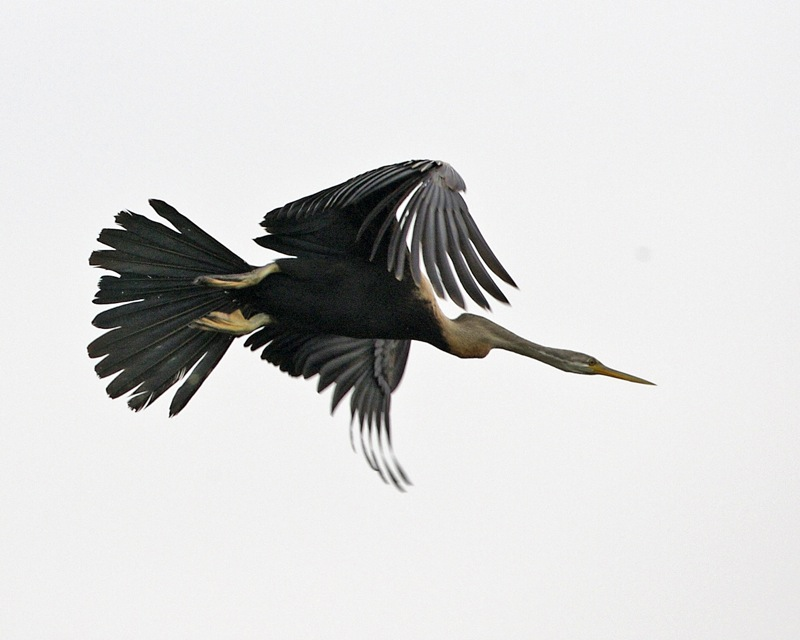
Wężówka indyjska w locie, Park Narodowy Kaziranga, Asam

Długość ciała wynosi 85–97 cm, masa ciała 1058–1815 g. Rozpiętość skrzydeł 114–128 cm. W terenie wężówka indyjska przypomina kształtem ciała kormorany. Jest to czarny ptak z dłuższą od kormorana szyją, przywodzącą na myśl węża. Na wąskiej głowie osadzony jest dziób o kształcie sztyletu. U wężówki indyjskiej opisano strukturę zwaną „Donitz’s bridge” („mostkiem Donitza”), usytuowaną – podobnie jak u innych wężówek – na 9. kręgu szyjnym. Usztywnia ona szyję, bowiem u wężówki amerykańskiej pozbawionej tej struktury szyja wygina się najmocniej.
Upierzenie w większości czarne, na grzbiecie i skrzydłach występują podłużne pasy i plamy barwy srebrzystoszarej. Głowa i szyja mają barwę czekoladowobrązową. Wyróżnia się biała broda, gardło i wąska linia ciągnąca się od tyłu oka do boku szyi. Spód ciała czarny, połyskliwy. Występuje nieznaczny dymorfizm płciowy; samice mają bardziej matowe upierzenie przodu i boku głowy, zaś na grzbiecie czerń piór przechodzi w głęboki brąz. Część barkówek oraz pokryw skrzydłowych górnych przybiera formę ozdobnych, lancetowatych lub podobnych do wstęgi piór. Biegnie przez nie jaskrawy jasnoszary pas o szerokości 10–15 mm. Występuje u ptaków obojga płci. Długi, sztywny i wachlarzowaty ogon składa się z 12 sterówek.
Tęczówka żółta (matowa w sezonie spoczynkowym, jaskrawa – w lęgowym). W 1880 roku Legge odnotował sprzeczną informację, jakoby tęczówka miała być perłowa, co przytoczył później m.in. Oates. Według Pennanta wężówki indyjskie cechuje przeszywające spojrzenie. Dziób w sezonie lęgowym jaskrawożółty, w sezonie spoczynkowym bardziej matowy. Można natrafić na odmienne opisy, przykładowo Ripley (1979) dziób opisał jako ciemnobrązowy z żółtawą żuchwą i czarnym zakończeniem. Język zachował się w formie szczątkowej. Skok i palce w okresie lęgowym przybierają barwę od jasnożółtej po ciemnoszarą (błona pławna bardziej żółta), poza nim – od jasnokremowej po szarożółtą.
Osobniki młodociane z wierzchu mają upierzenie ciemnobrązowe, głowa i szyja są u nich jasne (białawe), płaszcz pokrywają wąskie, matowe, rdzawe i srebrzystoszare pasy. Te ostatnie odróżnia jednak od postaci „dorosłej” żółtawy nalot, opisywany również jako płowe obrzeżenie. Pasek na szyi słabo zaznaczony. Spód ciała brązowy. Ogoń z jasnym zwieńczeniem, którego brak u ptaków dorosłych.
Wymiary szczegółowe (podane w mm) dla osobników z Azji Południowo-Wschodniej przedstawia poniższa tabela.
| Płeć   | n  | Długość skrzydła | Długość ogona | Długość górnej krawędzi dzioba | Długość skoku |
| ------ | -- | ---------------- | ------------- | ------------------------------ | ------------- |
| Samce  | 18 | 328–364          | 215–258       | 77,0–92,0                      | 34,0–47,5     |
| Samice | 8  | 340–360          | 218–245       | 67,8–79,4                      | 39,8–45,0     |

## Zasięg występowania
BirdLife International szacuje zasięg występowania na 17,7 mln km². Rozciąga się od Pakistanu (głównie doliny Indusu) przez Indie, Nepal i Sri Lankę na wschód po Azję Południowo-Wschodnią (z wyjątkiem Półwyspu Malajskiego) – Bangladesz, Mjanmę, Tajlandię, Laos, Wietnam, Kambodżę. Poza kontynentem zasięg obejmuje Wielkie Wyspy Sundajskie, Filipiny, Celebes, Sumbawę (zachodnie Małe Wyspy Sundajskie) i być może Timor.

## Ekologia i zachowanie
Środowiskiem życia wężówek indyjskich są w większości płytkie wody stojące w interiorze, w tym słodkowodne lub alkaliczne jeziora, wiejskie stawy, powoli płynące rzeki, mokradła i rezerwuary. Rzadziej spotykane są w estuariach, przesmykach łączących wody morskie z nadbrzeżnymi zbiornikami czy na wybrzeżach namorzynowych i w lagunach. Podczas żerowania odwiedzają pola ryżowe. W środowisku ich życia niezbędne są porozrzucane drzewa, obrzeża lasów lub wysepki z gęstą roślinnością. Zasiedlane zbiorniki wodne muszą być wolne od zanieczyszczeń, średniej wielkości lub duże oraz wystarczająco głębokie, by umożliwić nurkowanie. W Nepalu odnotowywane były na wysokości 75–300 m n.p.m., w Tajlandii do 800 m n.p.m. We wschodnich Indiach w Himalajach występują od 300 m n.p.m.

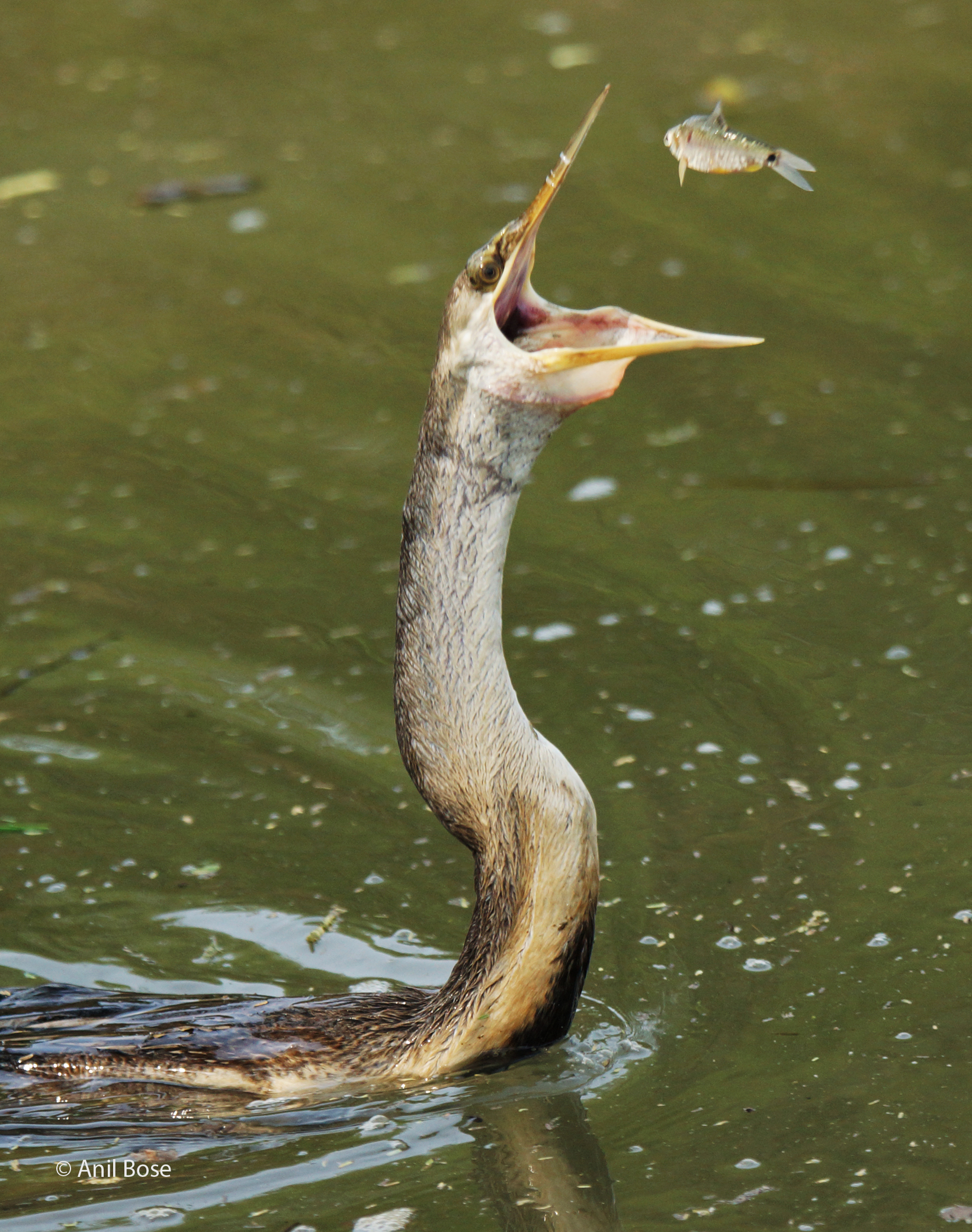
Polująca wężówka indyjska, Park Narodowy Keoladeo

Wężówki indyjskie widywane są pojedynczo, w parach, niekiedy w większych grupach. Są mniej stadne od współwystępujących kormoranów, prócz tego w odróżnieniu do nich nie stosują kooperacji podczas polowania. Wiele czasu spędzają, susząc skrzydła, przy czym rozkładają je jak kormorany. Pielęgnację upierzenia rozpoczynają od szyi, następnie układając pióra grzbietu, skrzydeł, piersi, boków, na końcu ogona. Poszczególne czynności przerywają sięgając do gruczołu kuprowego. Zaobserwowano żerowanie zarówno przed 7 rano oraz w godzinach 10–12 i 13:30–16, jak i wczesnym rankiem i późnym popołudniem. Inny badacz widywał pierwsze wężówki indyjskie na żerowiskach 30–40 minut przed wschodem słońca. Po obudzeniu się od razu opuszczały miejsce wspólnego spoczynku i udawały się na żer, który kończył się 5–15 minut przed zachodem słońca. Szczyt aktywności przypadał na okres przed i po południu.
Pływające wężówki indyjskie mają zanurzone ciało, zaś głowa i szyja unoszą się nad wodą, przywodząc na myśl węża. Korzystają z nóg jako siły napędowej, skrzydła trzymają na wpół złożone. Przed zanurkowaniem nie podrywają się do góry jak kormorany czy perkozy. Płynąc za zdobyczą pod wodą na zmianę prostują i zginają szyję. Podczas jednego z badań zaobserwowano wężówki nurkujące na 35,5–59,0 s (średnio blisko 49 s). Mogą żerować na jednym obszarze z kormoranami skromnymi (Microcarbo niger) i indyjskimi (Phalacrocorax fuscicollis).
Potrafią szybować; zdaniem Alego i Ripleya czynią to wyłącznie dla rozrywki. Choć poderwanie się do lotu sprawia im trudność, latają sprawnie, z szybkimi uderzeniami skrzydeł, rozłożonym na kształt wachlarza ogonem i wyciągniętą szyją z widocznym zgięciem. Mogą również, zamiast podrywać się do lotu, wślizgnąć się w powietrze z drzewa, krzewu lub skarpy.
Poza porą lęgową wężówki indyjskie rzadko się odzywają. Wydają z siebie głośne, dwusylabowe czigi, czigi, czigi... podobne do gdakania perlic oraz różnorodne chrząknięcia i chrypliwe dźwięki.

### Pożywienie
Głównym pożywieniem wężówek indyjskich są ryby, niektórzy ornitolodzy XIX i XX wieku przedstawiali je jako jedyny pokarm. Prócz nich ptaki te łapią płazy, wodne węże, słodkowodne żółwie i bezkręgowce wodne. Zdobycz mogą nabijać na jedną z części dzioba lub łapać. Ich zdobycz może wydawać się pozornie zbyt duża dla ptaka o tak smukłym dziobie i szyi. Na mokradłach Kuttanad (Kerala) wężówki pożywiały się rybami długimi na 2,4–25,4 cm (średnio 7,53±2,89 cm). Najmniejszymi były brzanki pręgopłetwe (Puntius vittatus), największymi – długowąsy azjatyckie (Heteropneustes fossilis). Najczęstszymi zdobyczami wężówek indyjskich były między innymi ryby z rodzajów Stolephorus, Puntius, Parambassis. W Sundarbanach odnotowano odsetek ryb w diecie rzędu 81,2%, resztę stanowiły wodne bezkręgowce (owady i skorupiaki, najmniej liczniej reprezentowane wśród zdobyczy), węże (zaskroniec rybożer, Xenochrophis piscator i mieliznówka tęczowa, Enhydris enhydris) i płazy Rana. Spożywane ryby miały długość 50–150 mm. Dzienne spożycie pokarmu oszacowano na 250 g.

### Lęgi

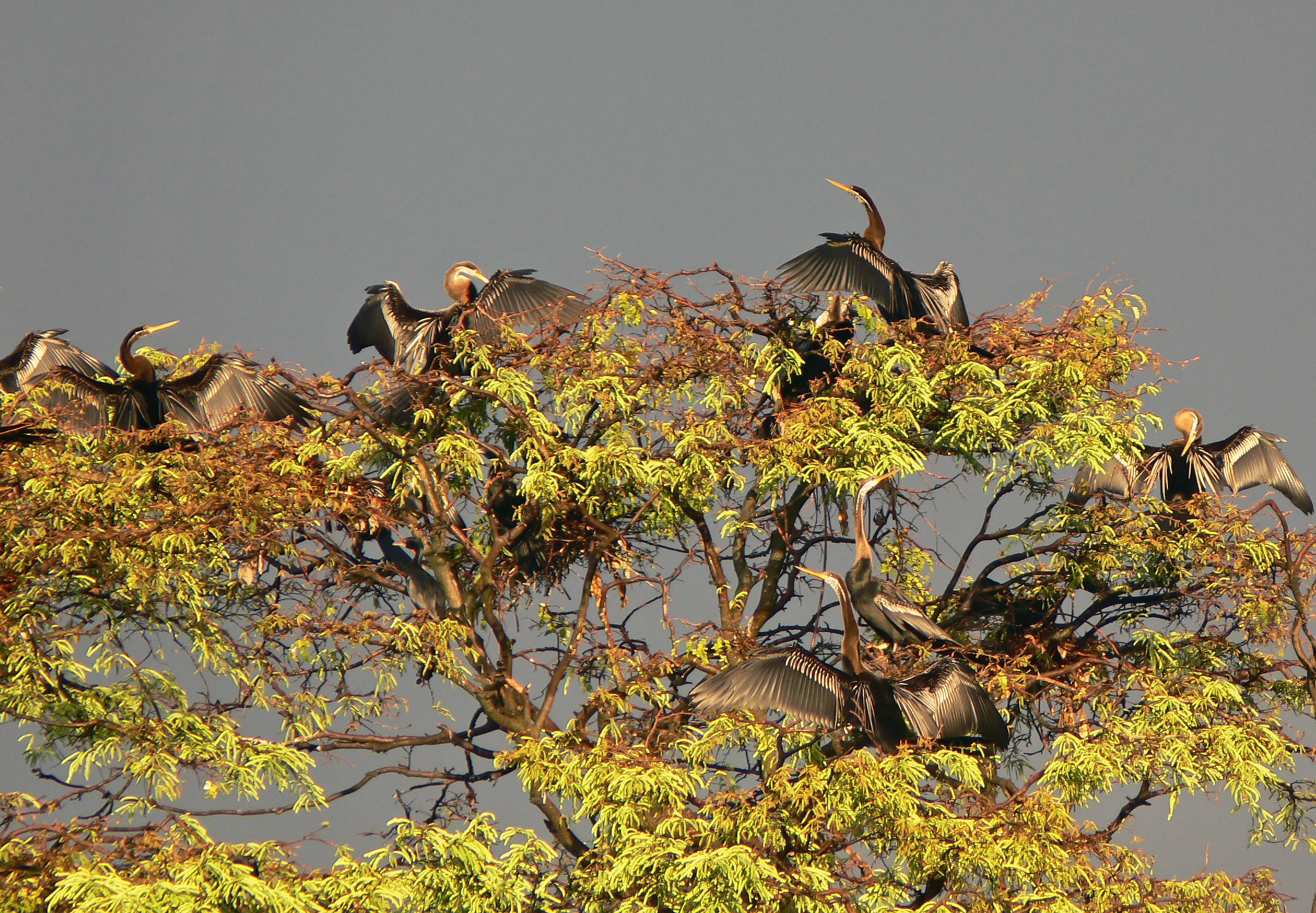
Kolonia lęgowa wężówek indyjskich. Kallettumkara, Kerala

Zależnie od miejsca występowania, lęgi wężówek indyjskich mogą odbywać się sezonowo lub przez cały rok. W zachodnim Pakistanie i północnych Indiach okres lęgowy trwa od czerwca/lipca do grudnia, w Mjanmie – od lipca do sierpnia, w Nepalu – od maja do sierpnia, w południowych Indiach – od listopada do lutego, na Cejlonie – od stycznia do marca, na Filipinach – od czerwca do sierpnia. Na Sumatrze podczas drugiego w historii stwierdzenia lęgów obserwowano aktywność lęgową w kwietniu. W Muzeum Brytyjskim przechowywano dwa jaja z Borneo pozyskane w połowie listopada. Na Jawie zniesienia stwierdzano od grudnia do czerwca.
Wężówki indyjskie zwykle gniazdują kolonijnie, często w wielogatunkowych czapliskach z kormoranami (m.in. skromnymi), czaplami (w tym siodłatymi, Ardeola grayi; siwymi, A. cinerea; siwymi, A. alba; nadobnymi, Egretta garzetta; czarnonogimi, E. intermedia; ślepowronami (Nycticorax nycticorax)), bocianowymi (m.in. kleszczakami azjatyckimi, Anastomus oscitans) czy ibisami siwopiórymi (Threskiornis melanocephalus). Gniazda umieszczone są na drzewach rosnących tuż nad wodą lub w wodzie, między innymi Acacia nilotica i A. mangum, Eucalyptus tereticornis (roślinie obcej, sadzonej w plantacjach i wzdłuż alei), czapetce kuminowej (Syzygium cumini), albicji saman (Albizia saman), Mallotus muticus, Artocarpus hirsutus, kauczukowcu brazylijskim (Hevea brasiliensis), figowcu bengalskim (Ficus benghalensis). Gniazdo ma formę platformy z gałęzi z zagłębieniem pośrodku. Gniazda w trzech badanych miejscach umieszczone były 6,25–14,7 m, 25 m, 12,1–34,4 m i 5–9 m nad podłożem. Mogą być ulokowane bardzo blisko siebie, niemal dotykając się. Budowa zajmuje kilka dni (dwa źródła podają wartość 3 i 5,33±1,65 dni).
Zniesienie liczy 3–6 jaj, w Indiach przeważnie 4. Skorupka jest niebieskawozielona, z podobnym do kredy pokryciem. Pokrycie to może zostać usunięte manualnie, podczas wysiadywania jest wycierane przez ptaki, a sama skorupka pokrywa się plamami brudu. Wymiary średnie dla 80 indyjskich jaj z kolekcji Bakera: 52,9 na 33,5 mm, dla 3 jaj z zachodniej Jawy: 51,1 na 33,4 mm („znacząco mniejsze”, niż ze wschodniej Jawy). Inkubacja jaj trwa 26–30 dni (27–30).
Klucie u wężówek indyjskich jest niesynchroniczne. Podobnie jak w wysiadywaniu, w opiece nad młodymi biorą udział oboje rodzice. Pisklęta klują się nagie, po około tygodniu porasta je biały puch. Odróżnia je to od wężówek australijskich i afrykańskich o barwnym puchu. Resztki puchu pozostają na ciele młodego nawet po wyrośnięciu lotek i sterówek. Rodzice karmią pisklęta przez zwracanie pokarmu. Młode żebrzą, rozciągając szyję, kołysząc i trzepiąc nią oraz łaskocząc gardło rodzica. Dorosły osobnik otwiera wówczas dziób pozwalając młodemu włożyć sobie głowę do gardła, co najpewniej wywołuje odruch wymiotny. Pojedyncze karmienie trwa kilka sekund. Wężówki indyjskie noszą młodym również wodę, którą z dzioba wlewają im do gardeł. Jako że gniazda wężówek indyjskich bywają umieszczane w bezpośredniej bliskości, pisklętom zdarza się żebrać o pokarm u wężówek z gniazda obok. Takie zachowanie obcego młodego skutkuje agresją ze strony dorosłego osobnika. Młode otrzymują ryby (długości 4–8 cm) i wodne skorupiaki. Prosząc o pokarm zachowują się bardzo głośno. Spędzają w gnieździe około 7 tygodni. Zaniepokojone pisklęta zwracają pokarm, niekiedy same wypadają z gniazda.
Sukces lęgowy badany w kilku miejscach wynosił 40,28%, 59,71% i 85,62% (mokradła Kuttanad, 2009, 2010 i 2011), 61% (Park Narodowy Gir), 82,6% (Yamuna Biodiversity Park).

## Status i zagrożenia
IUCN od 2024 uznaje wężówkę indyjską za gatunek najmniejszej troski (LC, Least Concern); wcześniej, od 1994 roku klasyfikowano ją jako gatunek bliski zagrożenia (NT, Near Threatened), a w 1988 roku otrzymała status gatunku najmniejszej troski. W kilku państwach, w których prowadzone są osobne Czerwone Listy, wężówce indyjskiej nadano lokalny status zagrożenia: NT w Nepalu (2016), LC w Sri Lance (2012), NT w Bangladeszu (2014; wcześniej w 2000: VU), EN w Tajlandii (2005), VU na Filipinach (2004; wcześniej, w 1999: LC).
Według szacunków BirdLife International z 2016 populacja wężówek indyjskich liczyła co najmniej 22 tysiące osobników dorosłych, czyli w przeliczeniu ponad 33 tys. wszystkich osobników; oceniano, że liczebność spada umiarkowanie szybko, do czego przyczynia się niszczenie środowiska ich życia (zarówno żerowisk, jak i drzew do gniazdowania), zanieczyszczenia, niepokojenie, odłów i zbieranie jaj. W kolejnej ewaluacji statusu gatunku w 2024 liczebności nie podano, zaznaczając jednak, że populacja prawdopodobnie liczy co najmniej kilkadziesiąt tysięcy osobników. Skuteczne działania ochronne podjęte w części zasięgu występowania odwróciły spadkowy trend. Liczebność może się lokalnie zmniejszać, ale globalna populacja jest najprawdopodobniej stabilna lub nieznacznie wzrasta.
Wężówki indyjskie występują w licznych obszarach chronionych, są nimi między innymi: Park Narodowy Berbak (Indonezja), Park Narodowy Bardia, Park Narodowy Ćitwan (Nepal), Park Narodowy Boondala (Sri Lanka), Vemband-Kole (mokradła objęte konwencją ramsarską), Park Narodowy Gir, Park Narodowy Bhitarkanika (Indie), Rezerwat Biosfery Tonlé Sap (na jeziorze Tonle Sap w Kambodży). W Rezerwacie Biosfery Tonlé Sap w 2002 roku zatrudniono byłych kolekcjonerów jaj jako strażników kolonii ptaków. W rezultacie liczba gniazd wężówki indyjskiej wzrosła tam z 241 w 2002 roku do ponad 6 tysięcy w roku 2011, podwajając ówczesną światową liczebność populacji.
Zasięg i liczebność wężówek indyjskich w niektórych państwach uległy zmianom. W Mjanmie z szeroko rozpowszechnionego gatunku wężówka indyjska stała się gatunkiem rzadkim. W Tajlandii w połowie lat 1980. ten dawniej pospolity ptak był bliski wymarcia, ale dzięki zwiększonym wysiłkom na rzecz ochrony ptaków w sąsiedniej Kambodży gatunek się odrodził i znów stał się szeroko rozprzestrzeniony i pospolity w większej części kraju. W Laosie wężówki indyjskie były niegdyś pospolite, w czasach współczesnych notuje się pojedyncze stwierdzenia. W Wietnamie wężówki pod koniec lat 90. XX wieku doświadczały znaczącego spadku liczebności, w drugiej dekadzie XXI wieku niemal wymarły. Na Półwyspie Malajskim współcześnie jedynie zalatują, być może dawniej były osiadłe; od 2016 widuje się je tam jednak coraz częściej, a w 2022 odnotowano pierwszy współczesny przypadek lęgu. W Indiach trend liczebności wydaje się stabilny; w stanie Kerala gatunek poszerzył swój zasięg, ponadto ostatnio (dane z 2024) skolonizował Dżammu i Andamany.